# O Filho do Pescador
O filho do pescador é um romance do escritor brasileiro Antônio Gonçalves Teixeira e Sousa (Teixeirinha), publicado pela primeira vez em 1843, por Paula Brito. Tem sido considerado por vários estudiosos, dentre eles José Veríssimo e Ronald de Carvalho, o primeiro romance escrito no Brasil.

## Enredo
O romance apresenta uma história de amor entre Laura, e um filho de pescador, Augusto, e tem como ponto de partida um naufrágio ocorrido na Praia de Copacabana.
Laura, que fora roubada da mãe por Sérgio quando tinha apenas treze anos, posteriormente é abandonada por seu raptor, que leva também seu filho. Ela passa a viver com outro amante, quando ocorre o naufrágio do barco onde viajava na costa do Rio de Janeiro, onde o amante morre e ela é salva por Augusto, filho de um pescador e motivo do título do livro, e ambos se casam. Contudo, ela se envolve com Florindo, Marcos e Emiliano, este último filho adotivo de Sinval, que impede o casamento dele com Laura. Ocorrem, então vários crimes, desde incêndio e mortes, e o romance caminha para um final surpreendente, onde a verdadeira identidade de Emiliano é revelada.

## Personagens
- Laura, “mulher de alma complexa, infância descuidada e solta, beleza raríssima”[1]
- Augusto, filho do pescador e salvador de Laura
- Sérgio, raptor de Laura
- Dr. Sinval, pai adotivo de Emiliano
- Emiliano, “lindo caçador”,[2] pretendente de Laura
- Florindo, pretendente de Laura
- Marcos, pretendente de Laura

## Capítulos
O enredo é distribuído em vinte capítulos:
1. Mas eu sou tão pobre!
2. Mas, meu pai, eu amo!
3. Vivam os noivos!
4. Deus é grande!
5. É um homem que vinha falar comigo
6. Talvez que ele tivesse tanto que fazer ainda sobre a terra
7. E neste lugar? E nesta hora
8. E tu me argúis?… Tu!
9. Deus te perdoe
10. A minha pontaria foi mortal
11. Tão tarde, tão tarde, meu lindo caçador!
12. Eu
13. Um fantasma!
14. Eu te hei de agradecer
15. Conto convosco
16. Amanhã!
17. Que vejo!
18. A ele devo todos os meus males!
19. Olha, meu filho!
20. Um epílogo e reflexões.

## Caracteristicas
Considera-se que tal livro deu início à prosa romântica no Brasil. Já o primeiro romance brasileiro em folhetim foi A Moreninha, de Joaquim Manuel de Macedo, publicado em 1844. O romance brasileiro caracterizava-se, então, por ser uma "adaptação" do romance europeu, conservando a estrutura folhetinesca europeia, com início, meio e fim seguindo a ordem cronológica dos fatos.
Trata-se de uma obra de ficção em prosa, provavelmente sob a influência dos folhetins franceses que, na época, tornaram-se modismo nos jornais brasileiros. Após a 1ª edição, em 1843, teve mais duas edições até 1859.
"Ao dar início em sua obra, através de uma das faces de um naufrágio, Teixeira e Souza, segundo a maioria dos críticos, conquista o mérito de ser o iniciador definitivo do romance brasileiro, porque foi o primeiro a dar lugar de destaque as particularidades do nosso ambiente, tanto na utilização das personagens, como na representação das paisagens, como na caracterização dos costumes brasileiros".
"Assim, encontraremos em O Filho do Pescador muitas das características que configuram o chamado romance-folhetim, incluindo a constante luta entre o bem e o mal, o suspense sempre nos finais de capítulo (típico da publicação em jornal) e a retomada do capítulo anterior para iniciar o próximo, dentre outras. Interessante dizer que, particularmente entre nós, o romance-folhetim dará espaço à paisagem da natureza como cenário para o desenvolver dos acontecimentos, visto que estávamos em busca de uma expressão local que identificasse o valor de nossa literatura e nada parecia melhor que a descrição das belezas naturais da jovem nação".

## Primeiro romance
Na introdução feita por Aurélio Buarque de Holanda Ferreira na “Revista do Brasil”, em 1941, e reproduzida na introdução da edição de “O Filho do Pescador” de 1977, pela Melhoramentos, este cita que Ernesto Enes, em 1938, aponta a existência do romance brasileiro nos meados do século XVIII, com “Máximas de Virtude e Formosura”, da paulista Teresa Margarida da Silva e Orta, referindo-se igualmente a um estudo feito por Rui Bloem, que também assim o afirmava. Buarque de Holanda chama a atenção, porém, de que Teresa Margarida era paulista, mas partiu para Portugal aos 5 anos de idade, lá fazendo sua formação e permanecendo naquele país por toda a vida, o que a tornaria culturalmente uma escritora luso-brasileira.
Aurélio cita como defensores do fato de ser o primeiro romance Sílvio Romero, José Veríssimo e Ronald de Carvalho. Já Afrânio Peixoto defende como primeiro romance brasileiro “O Peregrino da América”, de Nuno Marques Pereira, apesar de o reconhecer como uma “obra de moral e edificação religiosa” e não exatamente um romance.
Outras três obras que reivindicariam o posto de primeiro romance seriam, segundo Buarque de Holanda, “As Duas Órfãs”, da autoria de Joaquim Norberto de Sousa Filho, em 1841, que na verdade era uma novela curta de 30 páginas; “Jerônimo Corte Real”, da autoria de João Manuel Pereira da Silva, em 1839, e “Crônica do Descobrimento do Brasil”, de Francisco Adolfo de Varnhagen, em 1840, ambas fora da temática de romance.